# Volaris
Volaris è una compagnia aerea a basso costo messicana con sede a Città del Messico, mentre i suoi hub principali sono l'Aeroporto Internazionale di Città del Messico, l'Aeroporto Internazionale di Guadalajara e l'Aeroporto Internazionale di Tijuana.

## Storia
La fase pre-operativa è iniziata nell'agosto 2005 con il nome di Vuela Airlines. I principali azionisti iniziali della società erano Grupo Televisa, Inbursa (una compagnia assicuratrice di proprietà del multimiliardario Carlos Slim), TACA Airlines e il Discovery Americas Fund. Ognuno di questi partner ha investito il 25% del costo iniziale delle attività, ovvero 100 milioni di dollari. 
La vendita dei biglietti è iniziata il 12 gennaio 2006 ed il primo volo (non commerciale) è stato operato nel febbraio 2006 mentre i voli commerciali sono stati lanciati il 13 marzo 2006 con l'operativo da Toluca a Tijuana. Inizialmente, la compagnia aerea ha evitato di volare a Città del Messico poiché era un aeroporto congestionato e costoso. 
Nel luglio 2010 è stato annunciato che Televisa e Inbursa avevano ceduto la loro partecipazione in Volaris lasciando la proprietà del vettore aereo come segue: TACA Airlines con Roberto e Maria Cristina Kriete (50%), il fondo di investimento Discovery Americas (oltre il 25%) e il gruppo Indigo Partners (Fondo guidato dall'ex CEO di America West B. Franke). 
La compagnia aerea ha acquistato alcuni slot di proprietà dell'ormai defunta Mexicana e delle sue filiali MexicanaClick e MexicanaLink, stabilendo il servizio nel settembre 2010. Nel marzo 2011, ha annunciato che il suo hub a Toluca si sarebbe trasferito a Guadalajara. Il 5 giugno 2012, la compagnia aerea ha lanciato un programma frequent flyer chiamato VClub.
Nel 2016 Volaris ha creato una sussidiaria denominata Volaris Costa Rica, per operare nel mercato costaricano mentre nel 2019, ha creato una sussidiaria per operare nel mercato salvadoregno con il nome di Volaris El Salvador.
Il 14 novembre 2021, al primo giorno del Dubai Airshow, Volaris ha ordinato ulteriori 39 esemplari del Airbus A321neo.

## Destinazioni
Volaris opera voli di linea verso Colombia, Guatemala, Messico e Stati Uniti.

### Accordi commerciali
Al 2021 Volaris ha accordi di code-share con le seguenti compagnie:
- Frontier Airlines

## Flotta

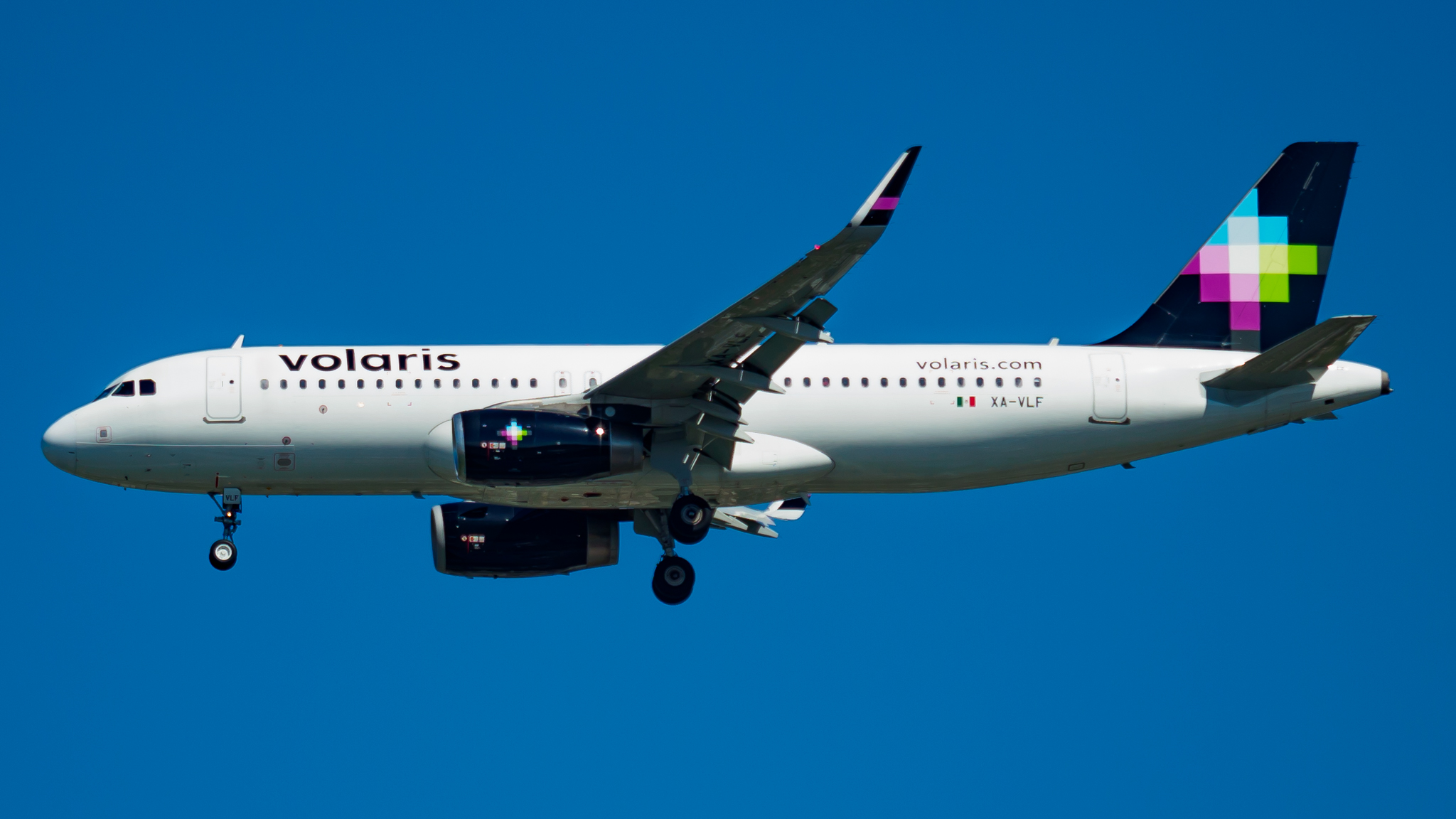
Un Airbus A320-200

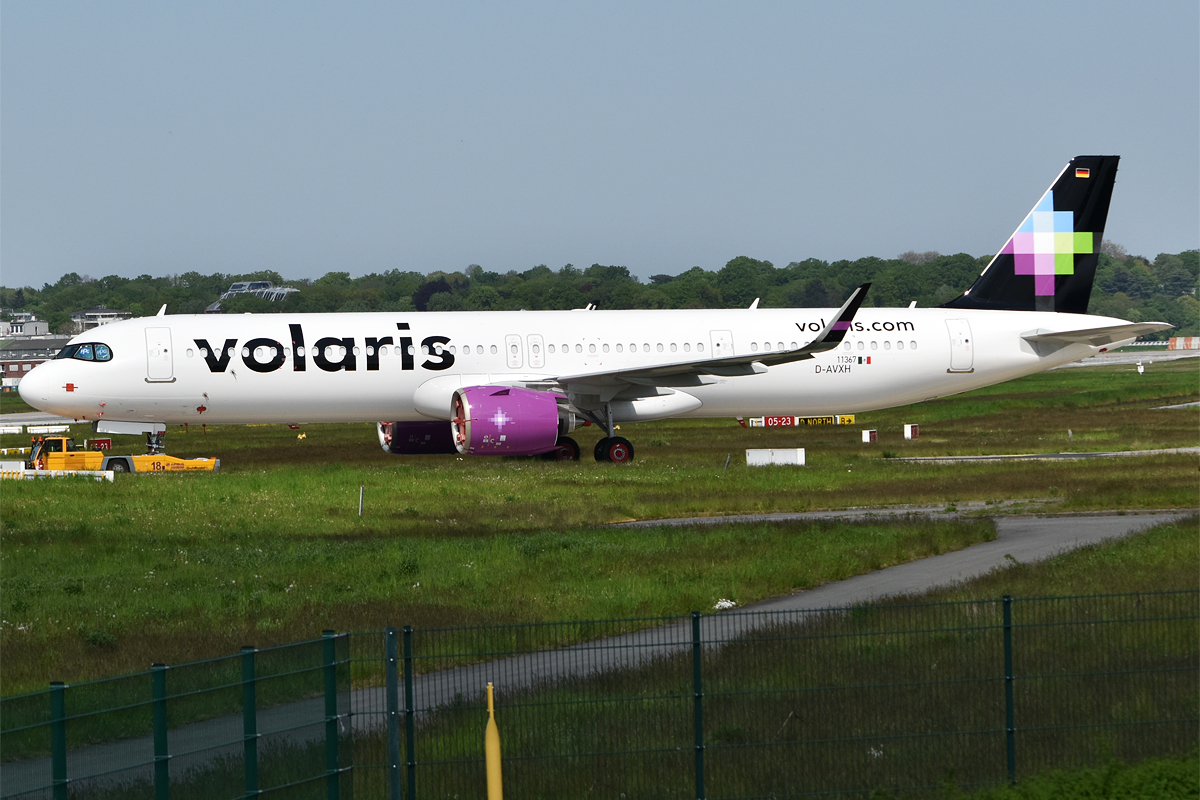
Un Airbus A321neo

Ad ottobre 2024 la flotta di Volaris è così composta: